# 京成車両工業
京成車両工業株式会社（けいせいしゃりょうこうぎょう、英: KEISEI SHARYO KOGYO Co., Ltd.）は、千葉県印旛郡酒々井町に本社を置き、鉄道車両（電車）の整備・保守を行う京成グループの企業。
本項では当社へ統合された新京成車輌工業についても記述する。

## 概要
鉄道車両の整備・保守は、京成電鉄、北総鉄道（千葉ニュータウン鉄道所有分含む）、舞浜リゾートラインおよび首都圏新都市鉄道の車両を取り扱う。
電車の分解修繕も行い、事業所は京成電鉄の工場内（宗吾参道〈宗吾工〉、くぬぎ山〈椚山工〉）に、またくぬぎ山事業所の出張所として守谷出張所がつくばエクスプレス総合基地内にある。台車や連結器に書き込まれた「KSK」の文字は京成車両工業が保守を行った証である。
主な下請け先は大栄車輌やそこから分社された串崎車輌で、過去には京成3400形電車や京成3500形電車、新京成電鉄800形電車などの車体更新工事を発注したことがある。ただし新京成電鉄8800形電車の先頭車化改造工事は日本電装が下請け先となった。
かつては京成グループのバス、タクシー、社用車などの自動車整備業も行っており、新京成車輌工業から受け継いだ豊富工場（千葉県船橋市）では新京成バス各社のバス車両の車検・整備を引き続き行っていたが、2009年2月に閉鎖され、バス車両の車検・整備は他の京成グループ各社と同じく京成自動車整備へ集約された（一部はディーラーなどのメーカー系工場で実施）。
過去には京成グループの鉄道駅のエスカレーターの定期点検も受託していた。

## 本社・事業所
本社・宗吾事業所
- 〒285-0905 千葉県印旛郡酒々井町上岩橋600

くぬぎ山事業所
- 〒270-2216 千葉県松戸市串崎新田190-2

くぬぎ山事業所守谷出張所
- 〒300-2435 茨城県つくばみらい市筒戸3500

## 沿革
- 1979年（昭和54年）1月16日 - 新京成電鉄の完全子会社として「新京成車輌工業」を設立[3]。本店を千葉県鎌ケ谷市くぬぎ山4丁目1番12号の新京成電鉄本社内に置く[3]。
- 1995年（平成7年）6月 - 新京成車輌工業が増資を行う。
- 2000年（平成12年）12月14日 - 京成電鉄の完全子会社として「京成車両工業」を設立[3]。本店を東京都墨田区押上の京成電鉄本社内に置く[3]。
- 2006年（平成18年）7月1日 - 京成車両工業が新京成車輌工業を吸収合併、これにより新京成車輌工業は解散[3]。
- 2007年（平成19年）12月1日 - つくばエクスプレス総合基地内にくぬぎ山事業所守谷出張所を開設。
- 2009年（平成21年）2月 - 新京成車輌工業から継承した豊富工場を閉鎖、自動車整備業から撤退。
- 2013年（平成25年）9月17日 - 本店を京成電鉄本社内（東京都墨田区押上）から現在地の宗吾車両基地内へ移転。

## 新京成車輌工業
新京成車輌工業株式会社（しんけいせいしゃりょうこうぎょう）は、かつて存在した主に新京成グループの鉄道車両およびバス車両などの自動車整備を行っていた企業。新京成電鉄の完全子会社であった。
新京成電鉄の駅のエスカレーターなど、車両以外の施設や機器の定期点検も担当していた。

鉄道車両（電車）は、くぬぎ山工場で定期検査・修繕を行っていた。さらに他社へ作業を下請けすることもあり、一例として新京成電鉄800形電車の冷房搭載改造は大栄車輌が下請け先となった。
自動車整備は豊富工場（船橋市）において、新京成電鉄直営時代から新京成バス各社（船橋新京成バス・習志野新京成バス・松戸新京成バス・船橋バスのバス車両の車検・整備を行い、かつては新京成タクシーの車両整備も行っていた。バス車両を中心に、バス以外の乗用車やトラックなどの車検・整備も手掛けていたが、新京成グループ外の一般車の車検は受け入れていなかった。